# Ханжаров, Мигдат Нуртдинович
Мигда́т Нуртди́нович Ханжа́ров (28 ноября 1918 — 19 апреля 2000) — Заслуженный работник культуры, директор Омского академического театра драмы в 1962—1988 годах.

## Биография
Ханжаров Мигдат Нуртдинович родился в г. Пермь в семье артистов передвижного татарского театра. Отец — Нуртдин Гилязтдинович Ханжаров, актёр, первый частный антрепренёр татарского театра в Перми, татаро-башкирского театра на Урале. Мать — Мавгузя, актриса. В семье Ханжаровых было четверо детей, Мигдат — старший сын.
В 1936 г. окончил Свердловскую театральную студию, до 1939 г. работал актёром. В 1939—1946 годах, служа в Тихоокеанском военно-морском флоте, руководил самодеятельностью, возглавлял актёрские бригады, обслуживавшие флот. Участвовал в боях за Сахалин, награждён медалью «За Победу над Японией».
С 1946 по 1953 год, после демобилизации, работал администратором в Челябинском драматическом театре имени С. М. Цвиллинга. В 1953 г. переехал в Омск. В 1953—1958 годах работал заместителем директора Омского драматического театра, в 1958—1962 годах — заместителем директора Омской филармонии.
В 1962—1988 годах возглавлял Омский драматический театр. Приглашал на должность главного режиссёра театра профессионалов, которые вывели Омский театр на новый уровень: Ефим Робертович Хигерович (1963—1966); Ф. С. Шейн (1966—1968); Я. М. Киржнер (1968—1977); А. Ю. Хайкин (1977—1985); Г. Р. Тростянецкий (1985—1987).
М. Н. Ханжаров приглашал в Омский театр артистов, составляя труппу, ставшую известной далеко за пределами Омска. В годы его руководства в театр пришли артисты: В. К. Лукьянов, В. М. Корфидов, Н. Д. Чонишвили, В. И. Прокоп, В. В. Дворжецкий, А. И. Щеголев, Т. А. Ожигова, Н. В. Надеждина, Ф. О. Степун, Б. А. Розанцев, Н. А. Бабенко, В. И. Алексеев, В. В. Лобанов, В. П. Гуркин, Н. Д. Чиндяйкин, Ю. Л. Ицков, С. В. Лысов, Н. И. Василиади, М. Ф. Василиади, Ю. А. Кузнецов и другие.
Он сумел создать такой психологический и профессиональный климат в театре, при котором интересы дела, театра всегда превалировали. Любой конфликт разрешался в пользу дела — и это высочайший профессиональный пилотаж. Он собирал актёров, искал их вместе с худруками, привозил. Основная часть труппы сформирована им.Б. М. Мездрич о М. Н. Ханжарове
М. Н. Ханжаров хорошо знал театрально-производственный механизм, был требователен ко всем работникам театра, при этом он обладал художественным чутьём и интуицией. Благодаря его деятельности, омский театр приобрел известность, стал регулярно выезжать на гастроли в другие города и за границу, принимать участие в театральных конкурсах.
Под руководством Ханжарова Омский драматический театр был удостоен значимых наград:
- 1973 г. — Государственная премия им. К. С. Станиславского (за спектакль «Солдатская вдова» Н. Анкилова в постановке Я. М. Киржнера).
- 1974 г. — Орден Трудового Красного Знамени.
- В 1983 г. — звание «Академический».
- В 1985 г. — Государственная премия им. К. С. Станиславского (за спектакль «У войны — не женское лицо» С. Алексиевич в постановке Г. Р. Тростянецкого).

В 1968 г. М. Н. Ханжарову присвоено звание «Заслуженный работник культуры». После выхода на пенсию в 1988 году жил в Ростове-на-Дону.
Награждён орденами Трудового Красного Знамени (1976), Отечественной войны II степени (1985), медалями «За победу над Японией» (1946), «Ветеран труда» (1978), медалью Жукова (1996).
Умер 19 апреля 2000 года в Омске, похоронен на Старо-Северном мемориальном кладбище.